# Flygsfors
Flygsfors is een plaats in de gemeente Nybro in het landschap Småland en de provincie Kalmar län in Zweden. De plaats heeft 255 inwoners (2005) en een oppervlakte van 62 hectare.
Evenals de nabijgelegen dorpen Orrefors, Flerohopp en Gadderås is Flygsfors opgebouwd rondom een glasfabriek. Deze was in gebruik van 1888 tot 1979 en er werden vooral vensterglas, lampenglas, serviesgoed en kunstvoorwerpen vervaardigd. De oude fabriek met haar ovens staat nog steeds centraal in het dorp.
Flygsfors heeft een kinderopvang en voetbalvereniging, tevens is er een jaarmarkt in augustus.

## Verkeer en vervoer
Bij de plaats loopt de Riksväg 31.